# Pump
Pump – dziesiąty album studyjny zespołu Aerosmith. Wydany we wrześniu 1989 roku.

## Lista utworów
1. "Young Lust" (Joe Perry, Steven Tyler, Jim Vallance) – 4:18
2. "F.I.N.E.*" (Perry, Tyler) – 4:09
3. "Going Down" – 0:17 / "Love in an Elevator" (Perry, Tyler) – 5:21
4. "Monkey on My Back" (Perry, Tyler) – 3:57
5. "Water Song" – 0:10 / "Janie’s Got a Gun" (Tom Hamilton, Tyler) – 5:28
6. "Dulcimer Stomp" – 0:49 / "The Other Side" (Tyler, Vallance, Brian Holland, Lamont Dozier, Eddie Holland) – 4:07
7. "My Girl" (Perry, Tyler) – 3:10
8. "Don't Get Mad, Get Even" (Perry, Tyler) – 4:48
9. "Hoodoo" – 0:55 / "Voodoo Medicine Man" (Tyler, Brad Whitford) – 3:44
10. "What It Takes" (Desmond Child, Perry, Tyler) – 6:28

## Twórcy
- Tom Hamilton – gitara basowa, wokal wspierający
- Joey Kramer – perkusja
- Joe Perry – gitara prowadząca, wokal wspierający
- Steven Tyler – śpiew, harmonijka ustna, instrumenty klawiszowe
- Brad Whitford – gitara rytmiczna